# Horace Silver
Horace Silver, född 2 september 1928 i Norwalk i Connecticut, död 18 juni 2014 i New Rochelle i New York, var en amerikansk jazzpianist, kompositör och orkesterledare. Förutom att leda sitt eget band spelade han även med Art Blakey and the Jazz Messengers.

## Filmografi roller i urval
- 1994 – A Great Day in Harlem

## Fotnoter
1. 1 2  Encyclopædia Britannica, Encyclopædia Britannica Online-ID: biography/Horace-Silvertopic/Britannica-Online, läst: 9 oktober 2017.[källa från Wikidata]
2. ↑  SNAC, SNAC Ark-ID: w6p015gr, läs online, läst: 9 oktober 2017.[källa från Wikidata]
3. 1 2  Find a Grave, Find A Grave-ID: 131523948, läs online, läst: 9 oktober 2017.[källa från Wikidata]
4. ↑  Eileen Southern, Biographical Dictionary of Afro-American and African Musicians, Greenwood Publishing Group, 1982.[källa från Wikidata]
5. ↑  Brockhaus Enzyklopädie, Brockhaus Enzyklopädie-ID: silver-horace-ward-martin-tavares, läst: 9 oktober 2017.[källa från Wikidata]
6. ↑  Freebase Data Dumps, Google.[källa från Wikidata]